# Transport kolejowy w Maroku

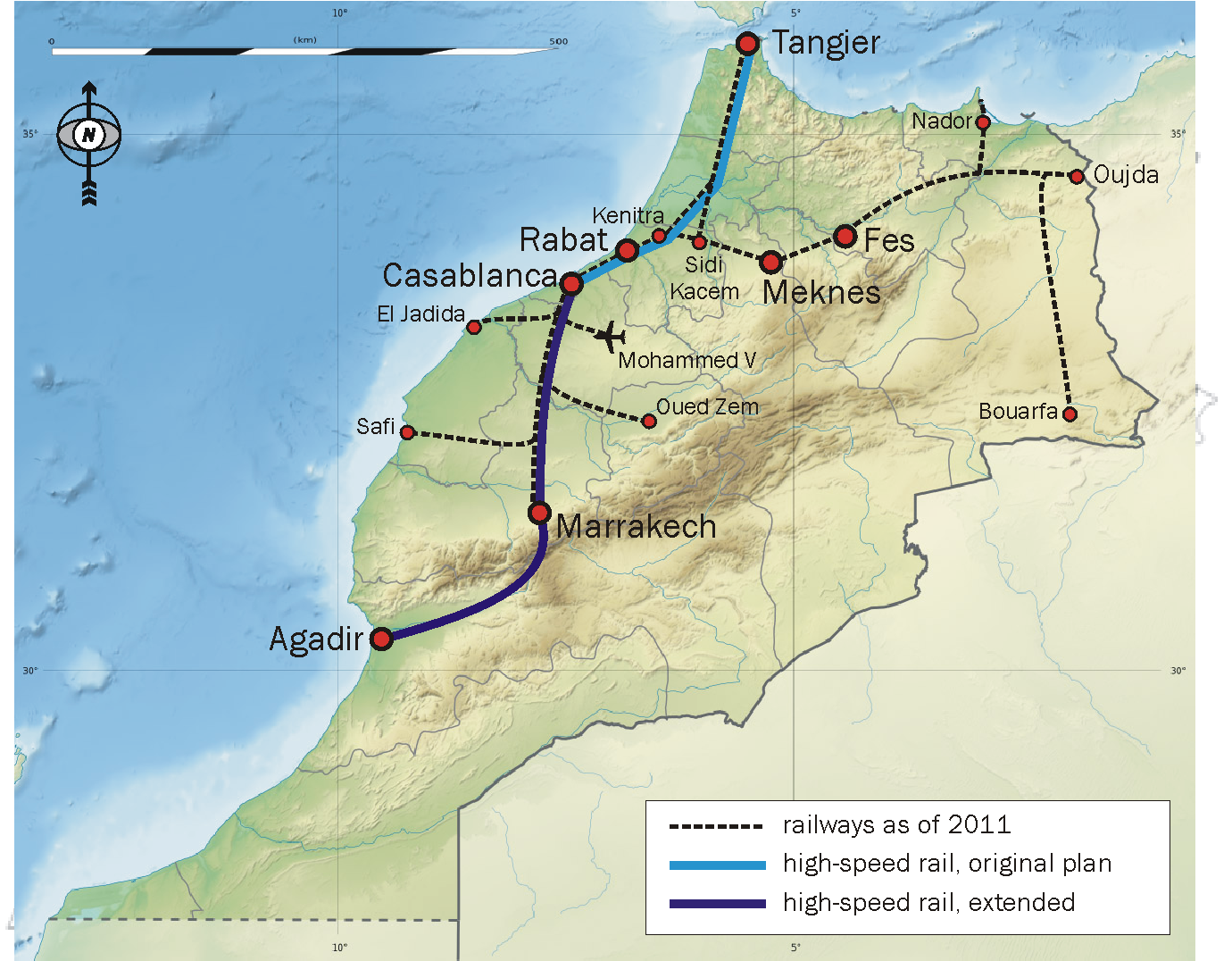
Mapa marokańskiej sieci kolejowej. Na czarno zaznaczono konwencjonalne linie kolejowe, na jasnoniebiesko istniejącą linię KDP, na ciemnoniebiesko planowaną linię KDP.

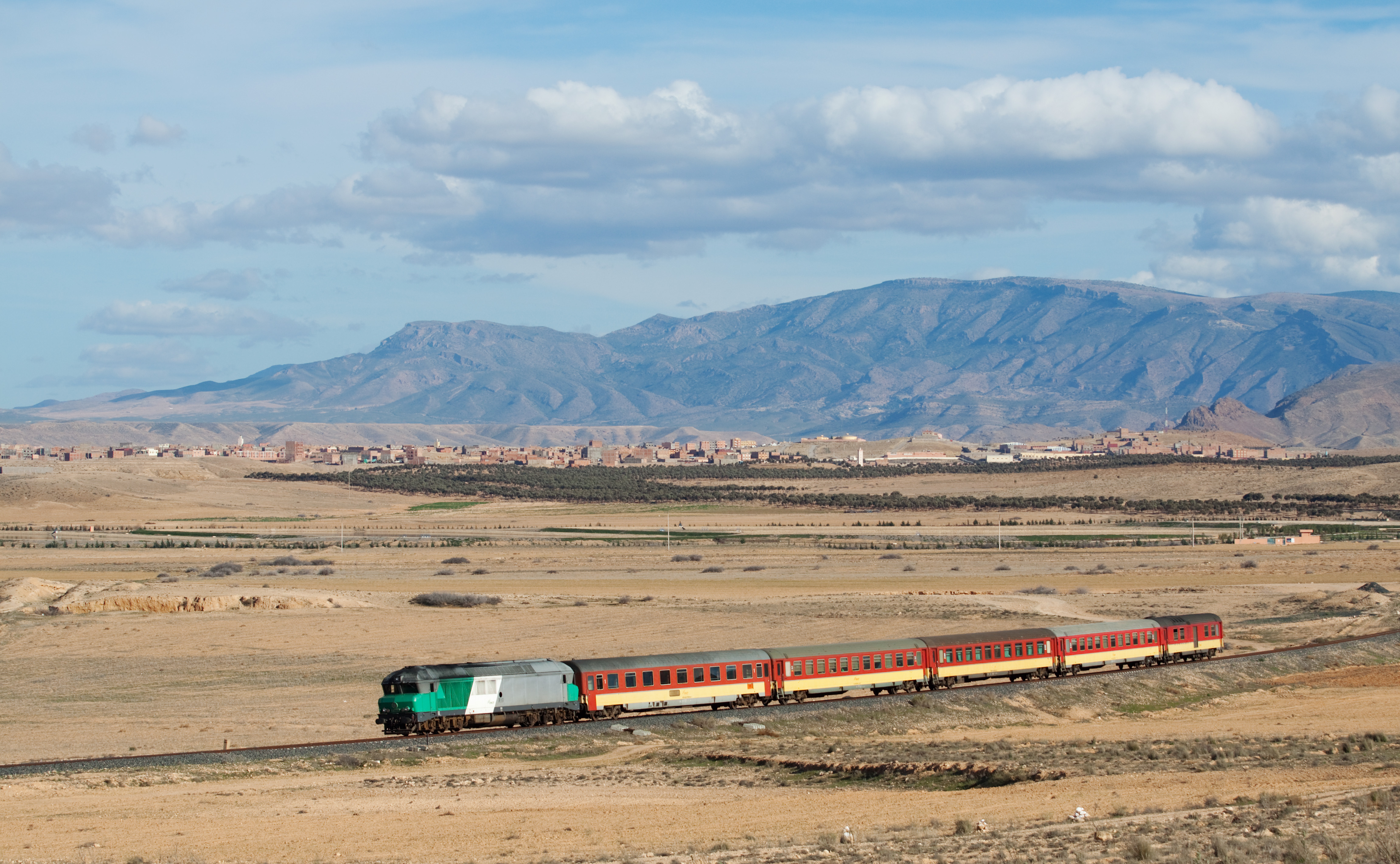
Pociąg pod Taurirt w Regionie Wschodnim

Transport kolejowy w Maroku – system transportu kolejowego działający na terenie Maroka.
W Maroku istnieje 2067 km linii kolejowych, z czego 1022 km jest zelektryfikowanych. Linie mają normalny rozstaw szyn – 1435 mm. Państwowy przewoźnik to ONCF.

## Historia
Pierwszą linią kolejową na terytorium Maroka była linia Teutan – Marchi (obecnie Rio Martin), wybudowana w 1859 roku przez Hiszpanów podczas tzw. wojny teutańskiej. Była to jedna z pierwszych linii kolejowych w Afryce. Linię rozebrano jeszcze w XIX wieku.
Po podpisaniu traktatu w Algeciras, na początku 1907 roku Francuzi wybudowali linię wąskotorową o rozstawie szyn 1000 mm do obsługi placu budowy w porcie w Casablance. Rok później Francuzi wybudowali kolejną linię wąskotorową łączącą Casablankę z Berrechid (o długości 40 km i rozstawie szyn 500 mm, później 600 mm).
Podczas drugiej dekady XX wieku nastąpił gwałtowny rozwój sieci kolei wąskotorowych na terytorium Maroka Francuskiego, jak i Maroka Hiszpańskiego. Na terytorium Maroka Francuskiego wybudowano sieć kolei wąskotorowych 600 mm o długości około 1200 km. Linie służyły głównie do celów militarnych. Rozbudowa sieci zakończyła się w 1935 roku – łączna długość linii wynosiła ponad 1700 km.
W latach dwudziestych i trzydziestych XX wieku powstała istniejąca do dziś sieć linii normalnotorowych. Powstały wówczas linie:
- Casablanca – Kenitra (oddana do użytku w 1925 roku),
- Casablanca – Sidi Kasim (oddana do użytku w 1925 roku),
- Casablanca – Marrakesz (oddana do użytku w 1936 roku),
- Tanger – Fez (otwarta w 1928 roku),
- Wadżda – Bouarfa(inne języki) (otwarta w 1927 roku), po konflikcie marokańsko-algierskim linia została zamknięta; w ostatnich latach kursują na niej pociągi turystyczne,
- Oran – Wadżda (otwarta w 1922 roku), po konflikcie marokańsko-algierskim linia została zamknięta,
- Wadżda – Taza – Fez (ukończona w 1934 roku).

Po uzyskaniu niepodległości w 1956 roku na terytorium Maroka istniała nowoczesna i dobrze utrzymana sieć linii kolejowych.
W 1963 roku powstały koleje państwowe ONCF.
W listopadzie 2018 roku prezydent Francji Emmanuel Macron i król Maroka Muhammad VI wspólnie dokonali otwarcia szybkiej linii kolejowej z Tangeru do Kenitry. W budowę mocno zaangażowano kapitał francuski.